# Верховна Рада Білоруської РСР
Верховна Рада БРСР/Білоруської РСР — у 1938–1990 роках вищий орган державної влади БРСР; у 1990–1991 — постійно діючий парламент.
Верховна Рада БРСР з 1938 року була правонаступницею Центрального Виконавчого Комітету БРСР. Первинно обирався громадянами БРСР за виборчими округами терміном на 4 роки за нормою один депутат на 20 тисяч населення. Конституція 1978 року встановила термін повноважень 5 років та фіксовану кількість депутатів у 485 чоловік.

## Голови Верховної Ради Білоруської РСР
- Грекова Надія Григорівна (25.07.1938 — 12.03.1947)
- Козлов Василь Іванович (12.03.1947 — 17.03.1948)
- Бугаєв Євген Йосипович (17.03.1948 — 14.04.1949)
- Бельський Йосип Олександрович (14.04.1949 — 28.03.1955)
- Горбунов Тимофій Сазонович (28.03.1955 — 28.03.1963)
- Шауро Василь Филимонович (28.03.1963 — 22.12.1965)
- Скурко Євген Іванович (22.12.1965 — 15.07.1971)
- Шамякін Іван Петрович (15.07.1971 — 28.03.1985)
- Науменко Іван Якович (28.03.1985 — 15.05.1990)

## Голови Президії Верховної Ради Білоруської РСР
- Наталевич Никифор Якович (27.07.1938 — 17.03.1948)
- Козлов Василь Іванович (17.03.1948 — 2.12.1967)
- Сурганов Федір Онисимович (в. о.) (2.12.1967 — 22.01.1968)
- Клочкова Валентина Олексіївна (в. о.) (2.12.1967 — 22.01.1968)
- Притицький Сергій Осипович (22.01.1968 — 13.06.1971)
- Сурганов Федір Онисимович (в. о.) (13.06.1971 — 16.07.1971)
- Климов Іван Фролович (в. о.) (13.06.1971 — 16.07.1971)
- Клочкова Валентина Олексіївна (в. о.) (13.06.1971 — 16.07.1971)
- Сурганов Федір Онисимович (16.07.1971 — 26.12.1976)
- Лобанок Володимир Єлисейович (в. о.) (27.12.1976 — 28.02.1977)
- Бичковська Зінаїда Михайлівна (в. о.) (27.12.1976 — 28.02.1977)
- Поляков Іван Євтійович (28.02.1977 — 29.11.1985)
- Таразевич Георгій Станіславович (29.11.1985 — 28.07.1989)
- Дементей Микола Іванович (28.07.1989 — 15.05.1990)

## Голови Верховної Ради Білоруської РСР 1990—1991
У травні 1990 Президія Верховної ради БРСР була розформована, як і в інших союзних республіках, а її функції були передані голові Верховної ради БРСР. Таким чином, за схожої назви, посада голови Верховної ради БРСР у 1990—1991 роках за змістом суттєво відрізнялась від однойменної посади до 1990 року.
- Дементей Микола Іванович (19.05.1990 — 25.08.1991)
- Шушкевич Станіслав Станіславович (25.08.1991 — 18.09.1991)
(до 26.01.1994 як голова Верховної ради Республіки Білорусь)